# La tua donna
La tua donna è un film del 1954 diretto da Giovanni Paolucci.

## Trama
Eletto deputato, l'avvocato Sandro Ademari di Perugia si trasferisce a Roma, distaccandosi dalla moglie Luisa e dal figlio, che restano nella loro città. Nella capitale, un'influente contessa, Germana De Torri, si insinua nella vita sentimentale dell'avvocato. Venuta a conoscenza della nuova relazione del marito, Luisa si reca a Roma per supplicare Sandro a tornare con la sua famiglia. Durante un acceso diverbio, Sandro uccide accidentalmente Luisa. Accusato di uxoricidio ma assolto per insufficienza di prove, Sandro decide di dedicarsi interamente al figlio.

## Produzione
Il film è ascrivibile al filone del melodramma strappalacrime, in seguito ribattezzato dalla critica con il termine neorealismo d'appendice, molto in voga tra il pubblico italiano in quegli anni,.

## Incassi
Incasso accertato nelle sale sino a tutto il 31 dicembre 1954: 63.000.000 di lire dell'epoca.